# Eisenbahndenkmal (Leipzig)

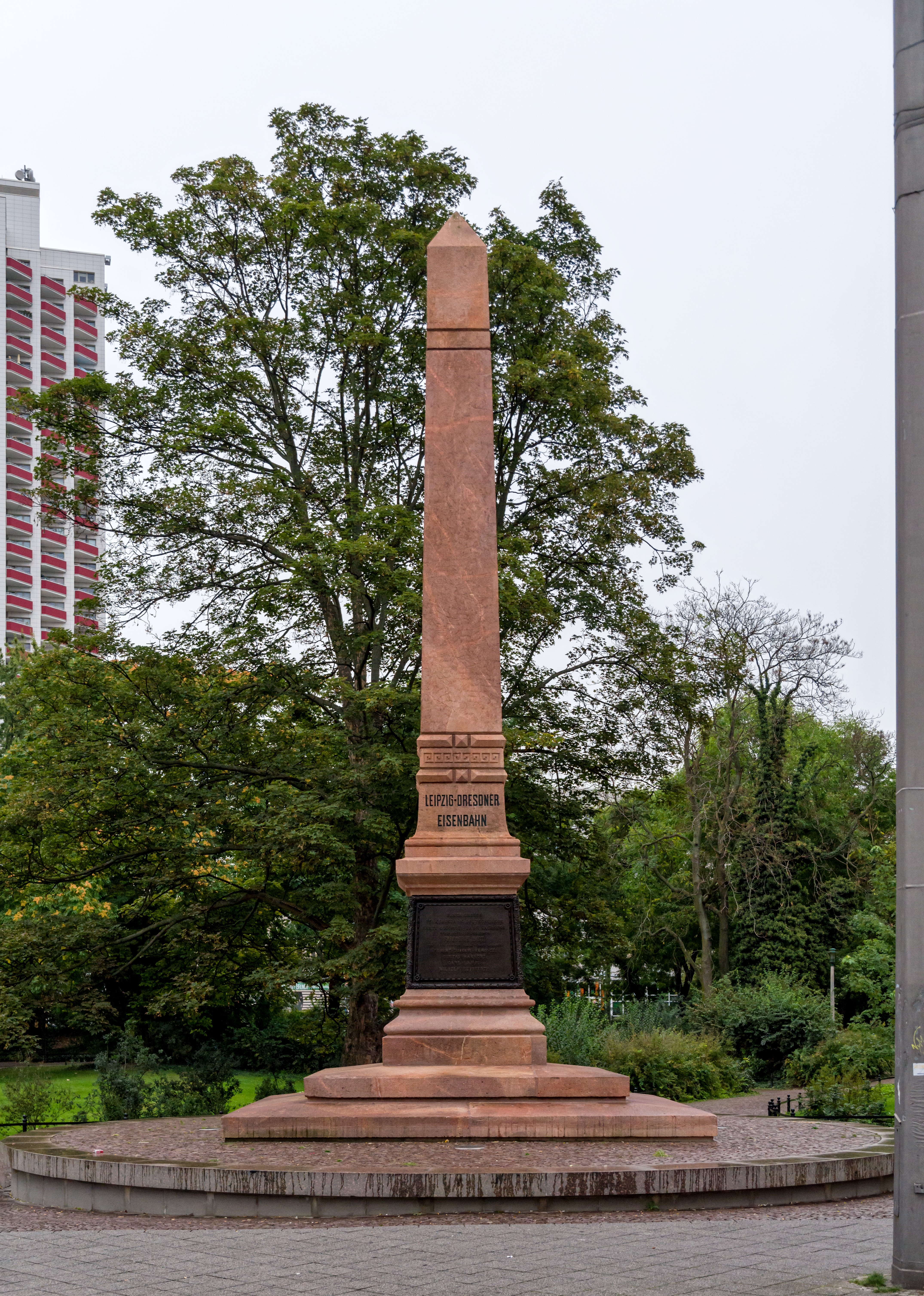
Eisenbahndenkmal, 2017

Das Eisenbahndenkmal in Leipzig (auch Denkmal der Leipzig-Dresdner Eisenbahn oder Eisenbahnobelisk genannt) wurde 1878 zu Ehren der ersten deutschen Ferneisenbahn am Leipziger Promenadenring am Schwanenteich eingeweiht.

## Geschichte

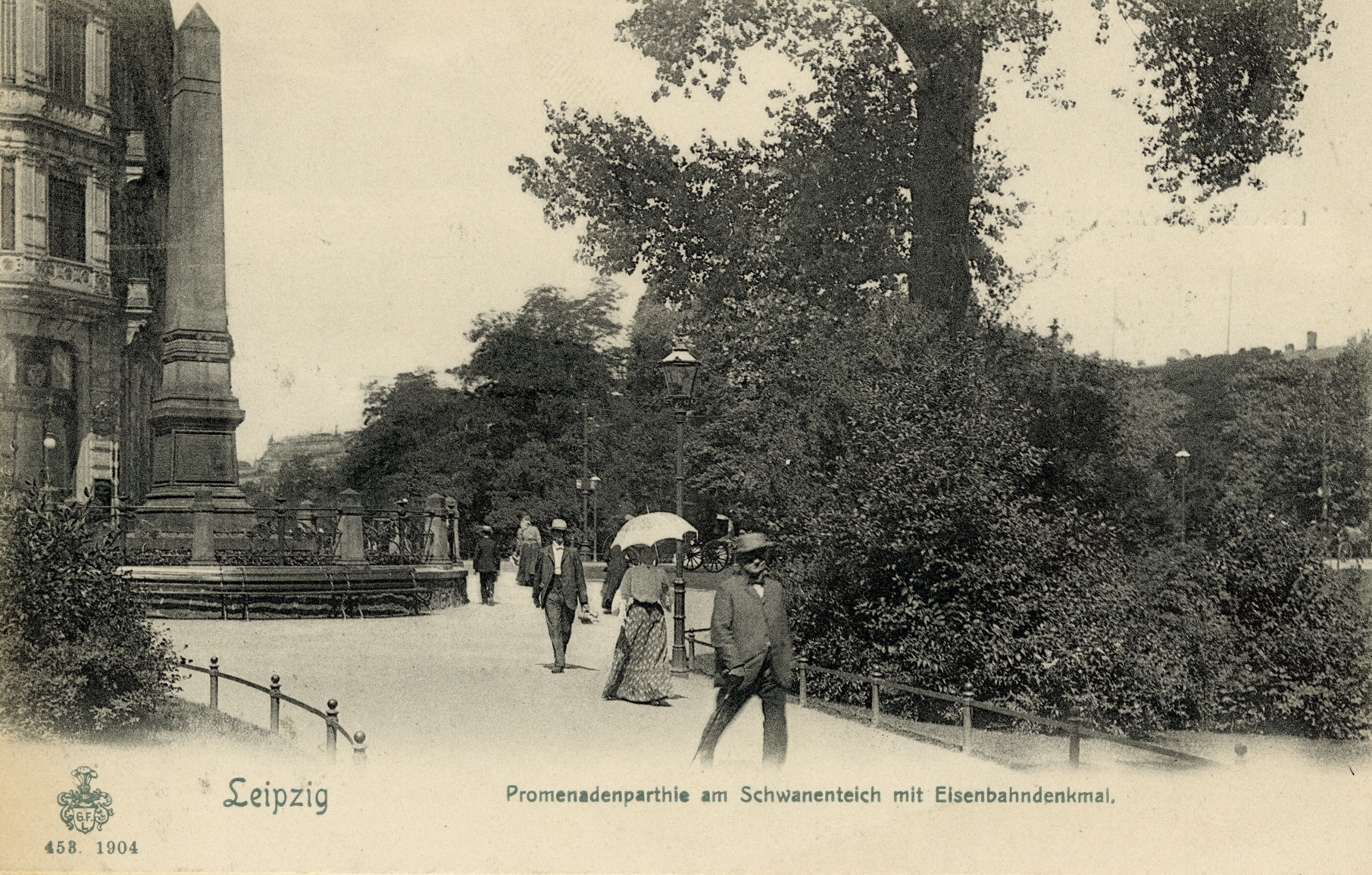
Eisenbahndenkmal als Teil der Promenaden, um 1904

Die 1835 durch zwölf Leipziger Bürger gegründete Leipzig-Dresdner Eisenbahn-Compagnie betrieb ab 1839 die erste deutsche Ferneisenbahnstrecke zwischen Leipzig und Dresden. Die private Aktiengesellschaft wurde 1876 verstaatlicht und ging in den Königlich Sächsischen Staatseisenbahnen auf. Zum Andenken an die Compagnie wollte der Bankier und Unternehmer Wilhelm Seyfferth (1807–1881), Mitgründer und bis zum Schluss Direktoriumsmitglied des Unternehmens, ein Denkmal errichten. Dabei wollte er auch dem Eisenbahnpionier Friedrich List (1789–1846) sowie seinen früheren Mitstreitern gedenken, zu denen u. a. Albert Dufour-Féronce (1798–1861), Gustav Harkort (1795–1865), Carl Lampe (1804–1889), Wilhelm Crusius (1790–1858), Robert Julius Vollsack (1804–1888), Louis Sellier (1790–1870), Otto Linné Erdmann (1804–1869) und Paul Bassenge (1828–1898) gehörten.

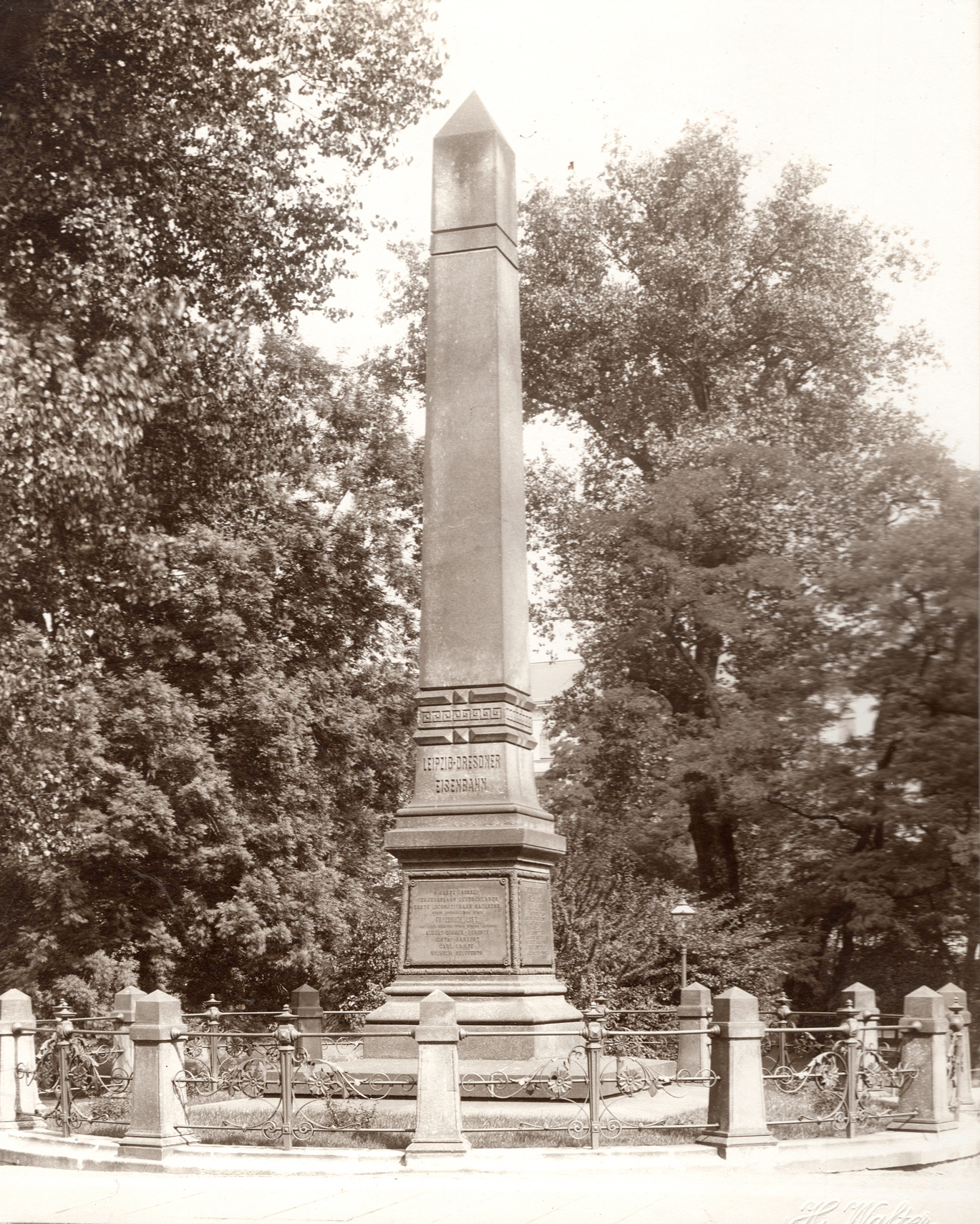
Eisenbahndenkmal, um 1909
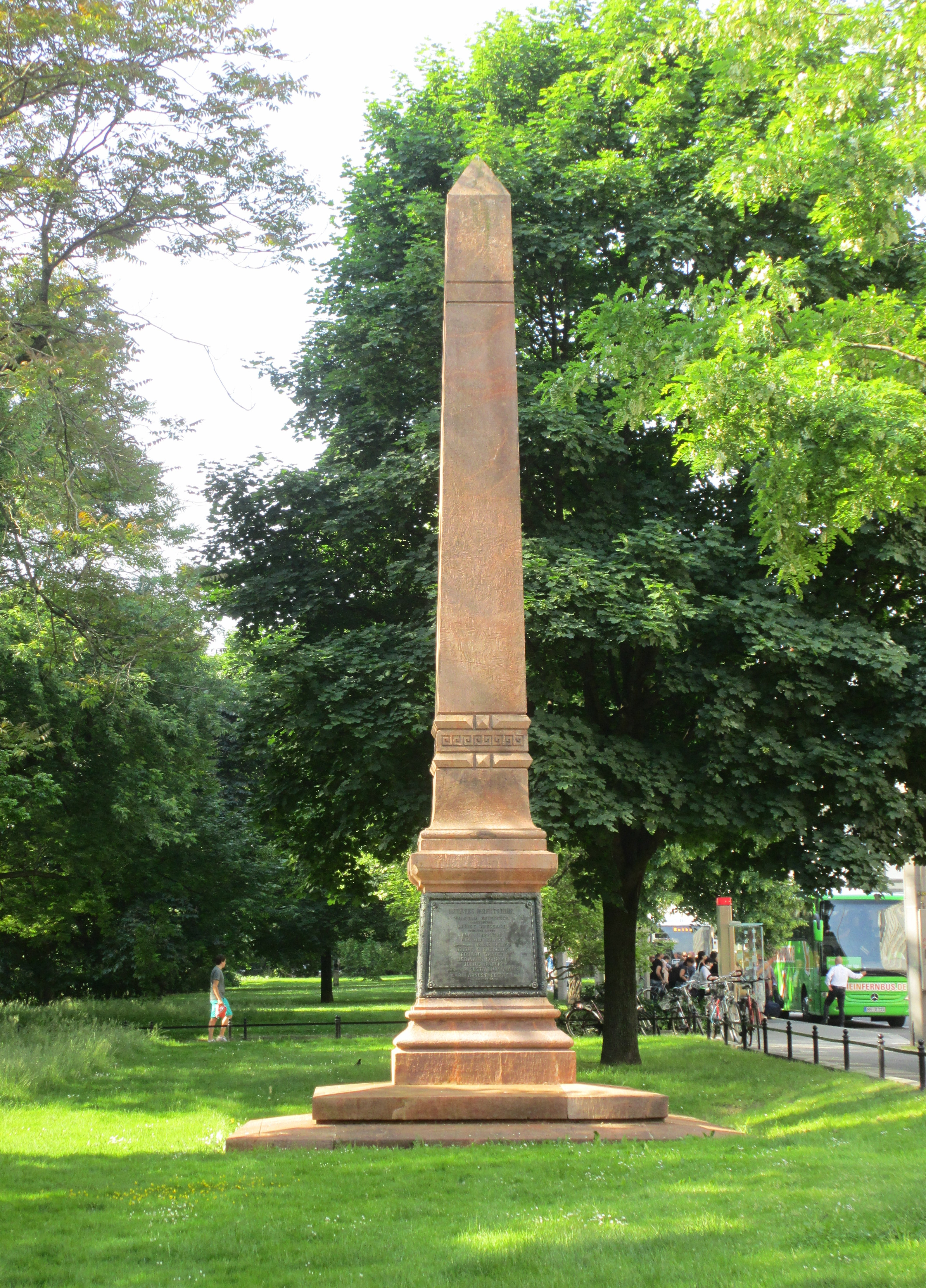
Eisenbahndenkmal vor der Zurückversetzung, 2013

Für den Entwurf wurde der Architekt Carl Gustav Aeckerlein (1832–1886) beauftragt. Ursprünglich plante Seyfferth, das Monument an der Bahnstrecke der Leipzig-Dresdner Eisenbahn nahe der Eisenbahnbrücke über die Elbe in Riesa auf einem Hügel zu erbauen. Die Stadt Leipzig konnte ihn überreden, das Denkmal in dem Ort der Gründung des Eisenbahnunternehmens zu errichten. Als Standort entschied man sich für die in Bahnhofsnähe gelegene Parkanlage am Schwanenteich an der östlich gelegenen Seite der Goethestraße, in Betracht gezogen wurden vorher noch der Roßplatz und der nichtstädtische Vorplatz des Leipzig-Dresdner Bahnhofs.
Die eigentlichen Aufbauarbeiten dauerten wenige Wochen, das Leipziger Tageblatt und Anzeiger kündigte am 7. August 1878 den Bau an, am 6. Oktober 1878 verschwanden die letzten Bretter von der Umhüllung des Denkmals; die Illustrirte Zeitung berichtete von einer Enthüllung „ohne jede öffentliche Feierlichkeiten“ am 8. Oktober 1878. Kurze Zeit später übergab Seyfferth das Monument der Stadt Leipzig.
Kurz zuvor war im Juli 1878 unweit und ebenfalls in der Schwanenteichanlage zum selben Thema eine „Kolossalbüste“ aus Marmor auf einem Postament aus Granit enthüllt worden, deren Errichtung bei der letzten Generalversammlung der Leipzig-Dresdner Eisenbahn-Compagnie beschlossen wurde und die ausschließlich Gustav Harkort ehrte. Auch hier entwarf Carl Gustav Aeckerlein das Denkmal. Später wurde die Büste Teil des Friedrich-List-Denkmals (List-Harkort-Denkmal). Als Reaktion auf die beiden unterschiedlichen Gedenken veröffentlichte der Leipziger Lehrer Ernst Heinrich Niedermüller 1880 ein Buch über die Geschichte der Leipziger-Dresdner Eisenbahn mit ausführlichem Vorwort zum Thema.
Im April 1966 wurde die Goethestraße verbreitert und erneuert; im Zuge der Bauarbeiten wurde das Denkmal abgebaut, restauriert und einige Monate später um etwa 30 Meter nach Süden in die Grünanlagen des Schwanenteichparks versetzt wieder aufgebaut. 2015 wurde das Denkmal zuletzt restauriert und dabei nach knapp 50 Jahren wieder an seinen ursprünglichen Standort in der verlängerten Achse der Richard-Wagner-Straße auf ein Podest verbracht; die feierliche Neueinweihung fand am 4. Dezember 2015 statt. Das Datum war mit Bedacht gewählt, als 100. Jahrestag der Einweihung des in Sichtweite stehenden neuen Leipziger Hauptbahnhof-Empfangsgebäudes.

## Gestaltung

### Allgemeine Gestaltung

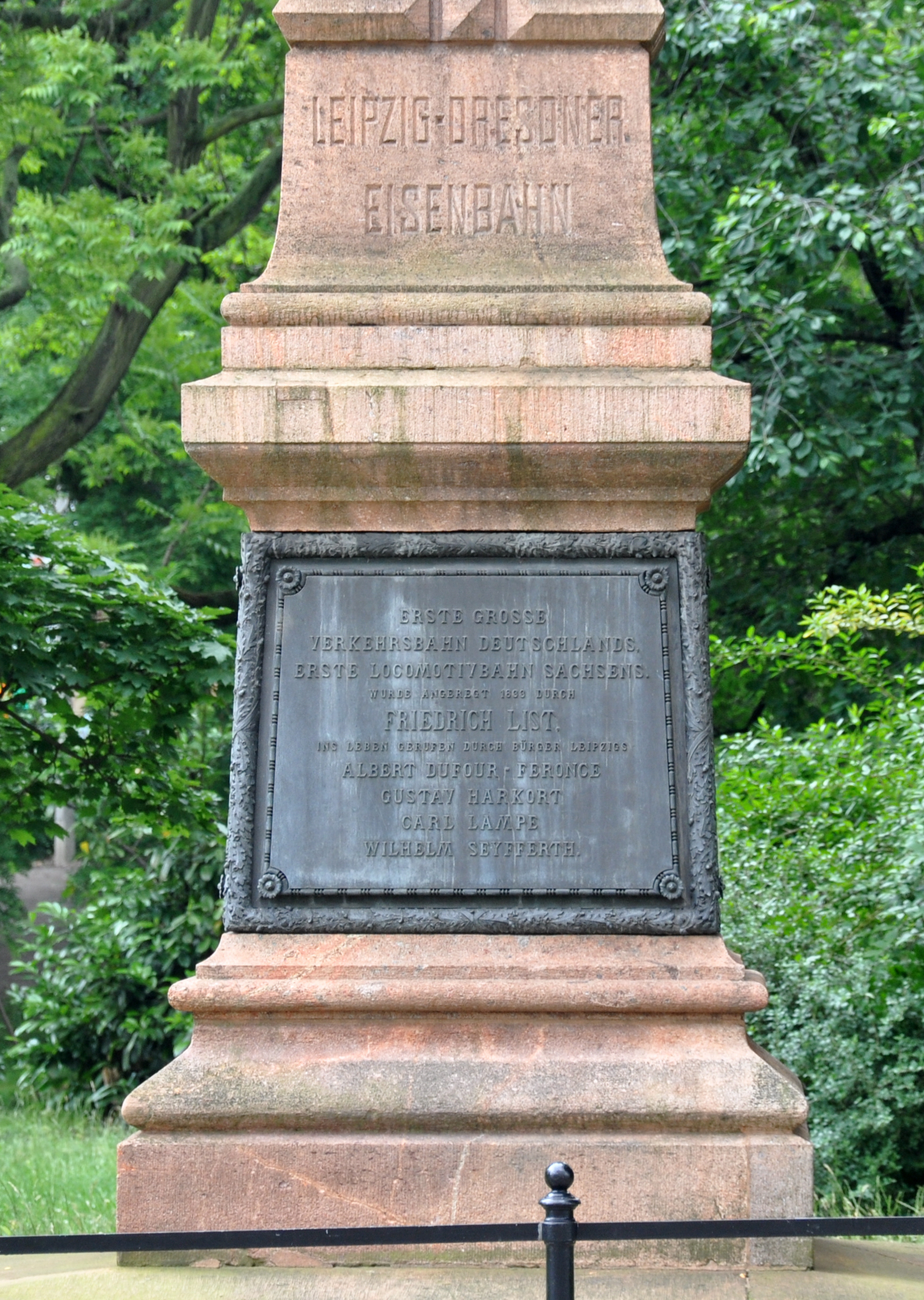
Postament mit Bronzetafel, 2012

Das Denkmal hat die Form eines Obelisken und mit dem mehrstufigen Sockel mit Postament eine Höhe von etwa 12 Metern. Es besteht aus Rochlitzer Porphyr, etwa auf Augenhöhe sind an den vier Seiten des Postaments Inschriftentafeln aus Bronze angebracht. Auf der Seite zur Goethestraße hin ist über den Tafeln im Porphyr zwischen zwei teilweise ornamentierten Gesimsen die Inschrift Leipzig-Dresdner | Eisenbahn eingraviert. Im oberen Teil wird der Schaft des Obelisken friesartig von zwei umlaufenden Nuten gegliedert.
Ursprünglich war das Monument von einer kreisrunden Einfriedung aus Pollern („Stempeln“) aus Granit mit verbindenden Eisenstäben und Bepflanzung umgeben, die später verloren ging. Heute ist das Denkmal an seinem ursprünglichen Ort von einem runden Steinpodest umgeben.

### Inschriften auf den Bronzetafeln
Westseite (Richtung Goethestraße):
ERSTE GROSSE | VERKEHRSBAHN DEUTSCHLANDS, | ERSTE LOCOMOTIVBAHN SACHSENS. | WURDE ANGEREGT 1833 DURCH | FRIEDRICH LIST. | INS LEBEN GERUFEN DURCH BÜRGER LEIPZIGS | ALBERT DUFOUR-FERENCE | GUSTAV HARKORT | CARL LAMPE | WILHELM SEIFFERTH.
Südseite (Richtung Augustusplatz):
ERSTES DIREKTORIUM. | GUSTAV HARKORT, | VORSITZENDER. | DR. WILHELM L. CRUSIUS, | STELLVERTRETER. | ALBERT DUFOUR-FERENCE | GUSTAV LUDWIG PREUSSER | DR. ROBERT VOLLSACK | CARL LAMPE | LOUIS SELLIER | PROF. DR. OTTO LINNÉ ERDMANN | WILHELM RICHTER | WILHELM SEYFFERTH | CARL GOTTLIEB TENNER. | BEVOLLMÄCHTIGTER.
Ostseite (Richtung Schwanenteich):
LEITUNG DES BAUES | OBERWASSERBAUDIREKTOR | KARL THEODOR KUNZ | MAJOR A. D. | ERSTER SPATENSTICH 1. MÄRZ 1836. | ERÖFFNUNG DER GESAMMTLINIE 7. APRIL 1839. | ALS PRIVATBAHN ERFOLGREICH BETRIEBEN | BIS 30. JUNI 1876. | VERKAUFT AN DEN STAAT BESCHLOSSEN | DURCH DIE GENERALVERSAMMLUNG DER AKTIONÄRE | 29. MÄRZ 1876. | IN DAS NETZ | DER SÄCHSISCHEN STAATSBAHGNEN ÜBERGEGANGEN | 1. JULI 1876.
Nordseite (Richtung Hauptbahnhof):
LETZTES DIREKTORIUM. | WILHELM SEYFFERT, | VORSITZENDER, | AUGUST AUERBACH, | STELLVERTRETER, | PAUL BASSENGE | EDWARD KRAFT | JUSTIZRATH OSCAR OEHME | JULIUS C. CICHORIUS | EDUARD SANDER | HERMANN SCHNOOR | JULIUS HARCK | HOFRATH DR. GUSTAV HOFFMANN | CARL AUGUST GESSLER | BEVOLLMÄCHTIGTER.

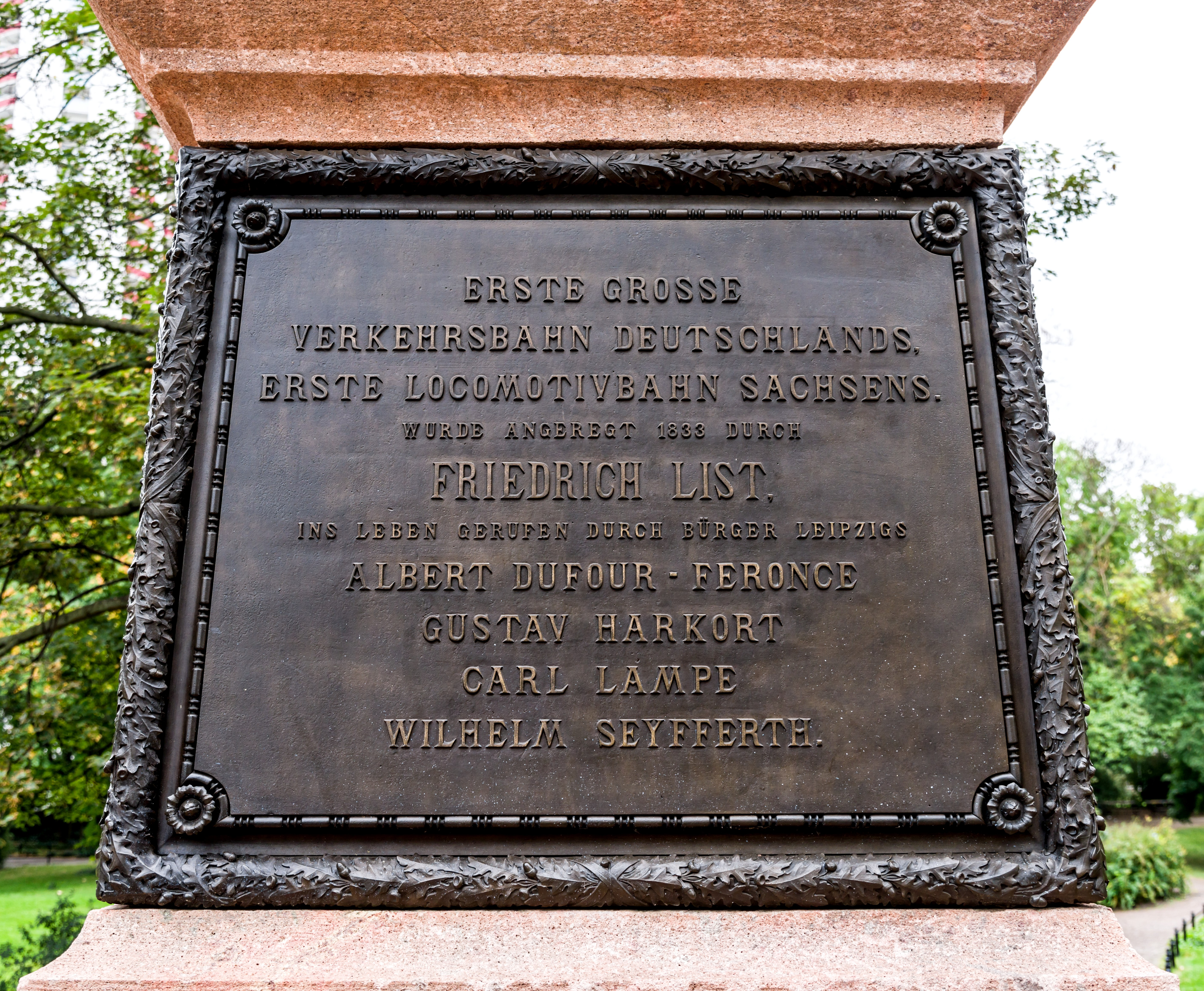
Tafel Westseite
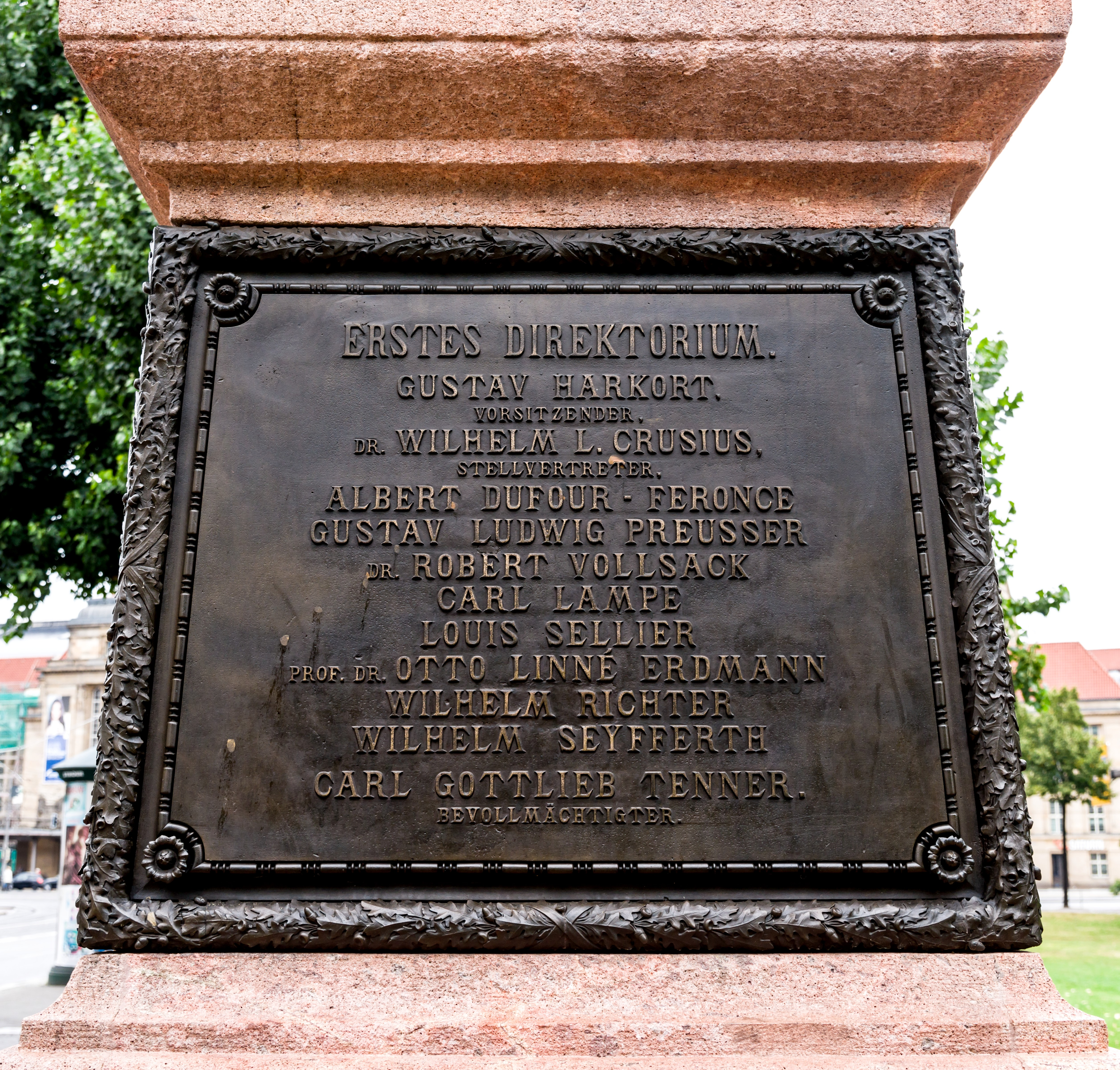
Tafel Südseite
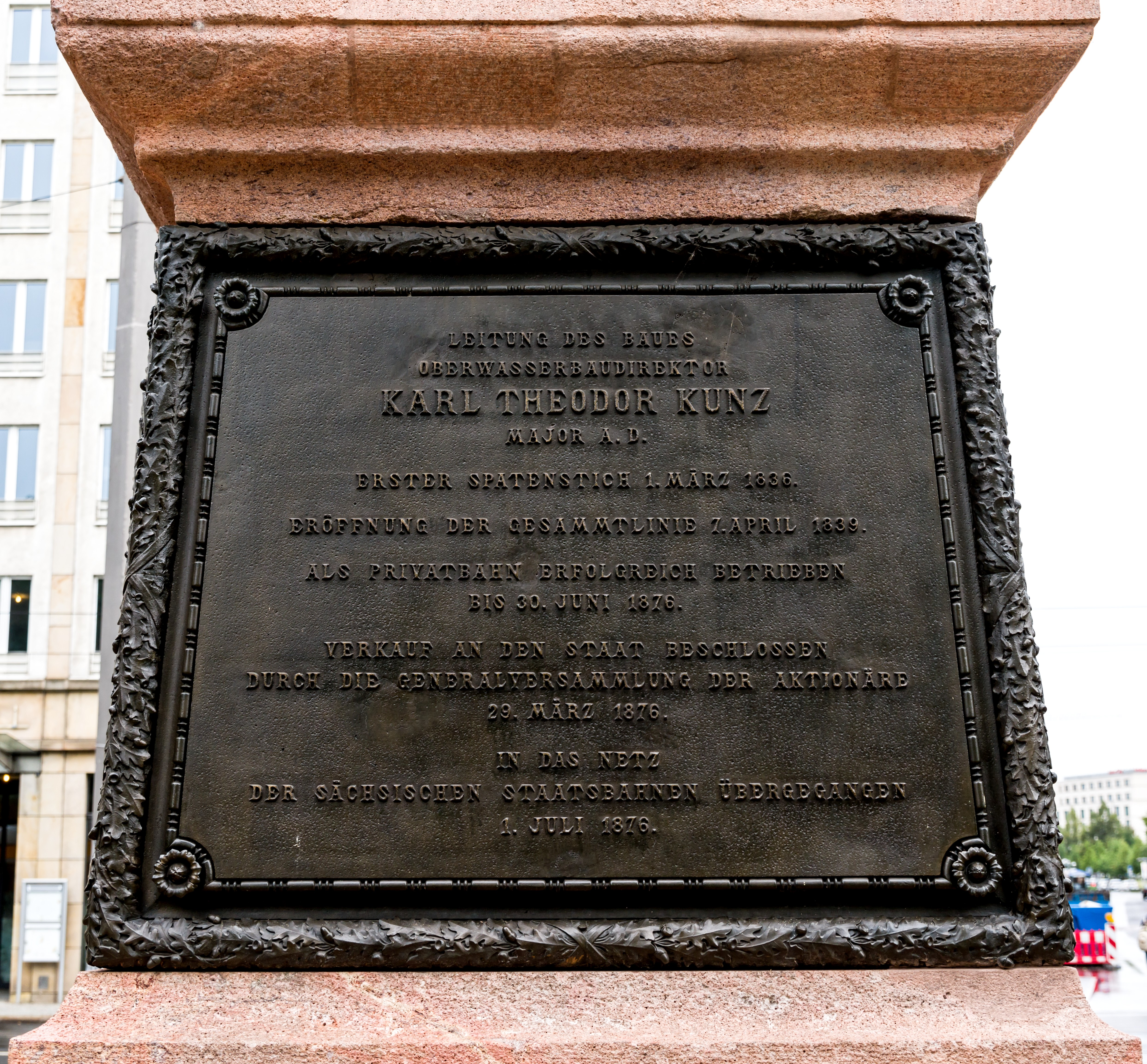
Tafel Ostseite
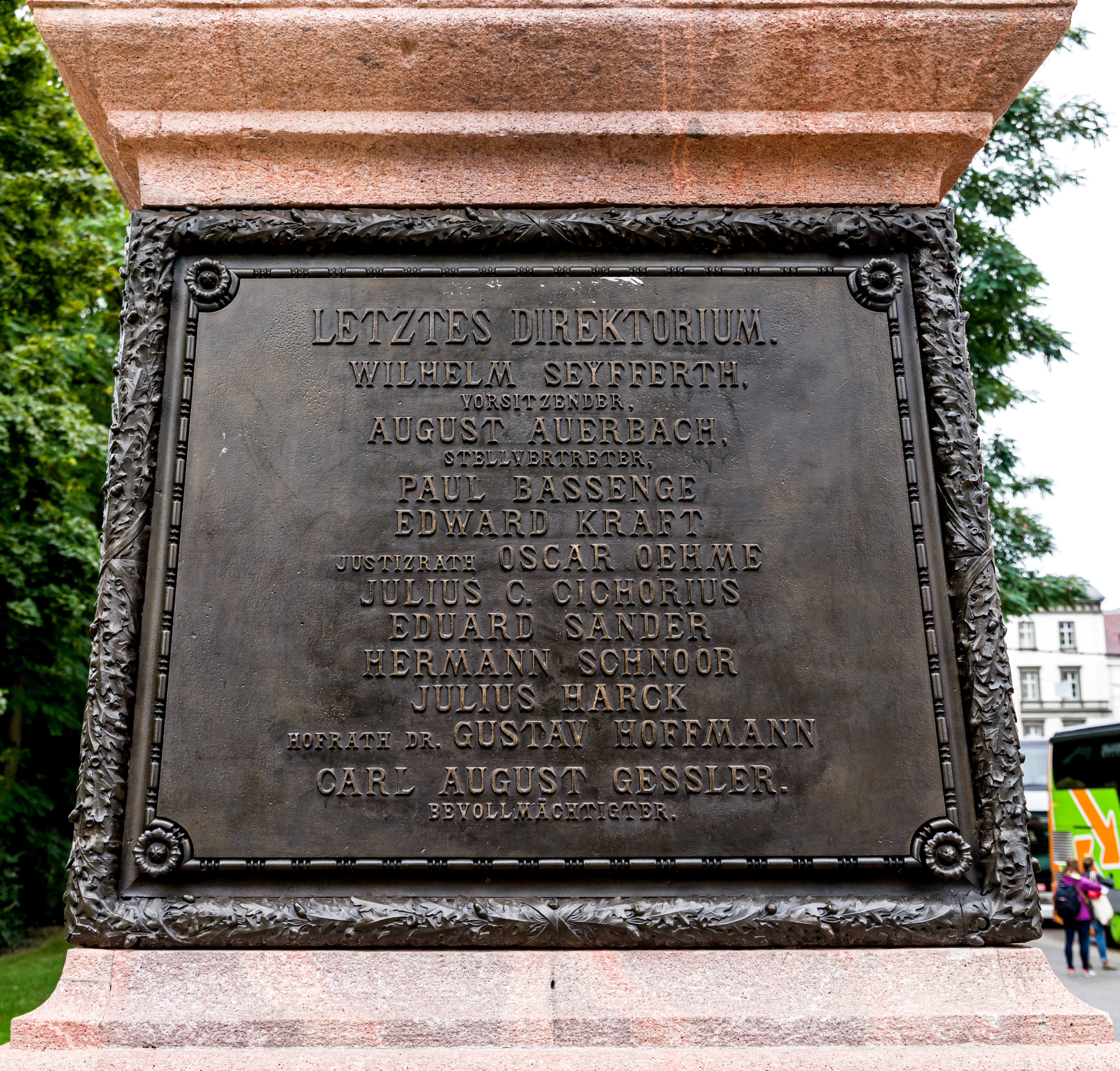
Tafel Nordseite